# Kagu
Der Kagu (Rhynochetos jubatus) ist ein etwa entengroßer, flugunfähiger Vogel, der auf der Insel Neukaledonien endemisch ist. In der Gestalt entfernt taubenähnlich, aber mit einem im Vergleich zu Tauben viel längeren Schnabel und langen Beinen ausgestattet, vertritt er eine eigene Familie, die traditionell den Kranichvögeln (Gruiformes) zugeordnet wurde, heute aber zusammen mit der Sonnenralle in die Ordnung Eurypygiformes gestellt wird.

## Merkmale
Der Kagu ist etwa entengroß (Länge 55 cm) und hat ein Gewicht von durchschnittlich 900 Gramm. Er hat ein blassgraues Gefieder. Die Handschwingen sind schwarz-weiß gebändert; dieses auffällige Muster wird nur sichtbar, wenn die Tiere die Flügel ausbreiten. Die Flügel sind anders als bei vielen anderen flugunfähigen Vögeln nicht verkleinert; die Flugmuskulatur ist jedoch verkümmert. Trotzdem werden die Flügel oft benutzt: Um beim Klettern das Gleichgewicht zu halten, werden sie ausgebreitet, außerdem werden sie bei der Balz und bei Revierkämpfen eingesetzt. Dann ist die auffällige dunkelgrau-weiße Bänderung der Schwungfedern sichtbar. Auch ein Gleitflug von erhöhten Warten zum Boden oder ein Gleiten hangabwärts zur Flucht vor Fressfeinden ist möglich.

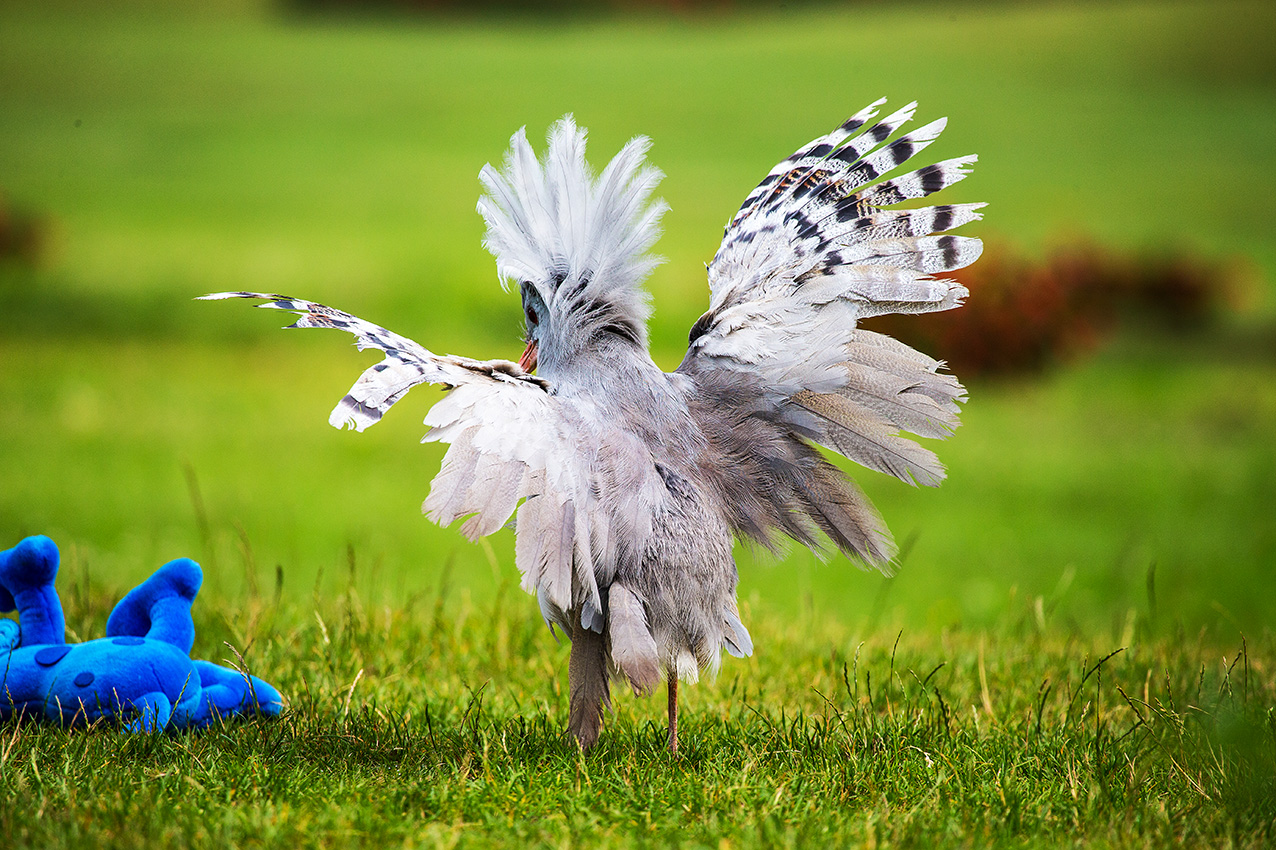
Kagu mit aufgestelltem Gefieder

Auf dem Scheitel tragen Kagus lange Schopffedern, die bis über den Rücken reichen und für gewöhnlich kaum zu erkennen sind. Im Erregungszustand kann der Schopf aufgestellt werden. Eine Besonderheit des Kagus sind Puderdunen, spezielle Federn, die ständig nachwachsen und deren Spitzen zu einem feinen Staub zerfallen, der zur Körperpflege verwendet wird. Die Puderdunen sind eine Parallele zu den Reihern und gaben Anlass zu Spekulationen über eine Verwandtschaft zwischen beiden Taxa.
Die Augen sind groß und dunkelrot. Die Beine sind orangerot; sie sind relativ lang und kräftig. Meistens bewegt sich der Kagu gemächlich schreitend fort, er kann auf der Flucht aber auch schnell laufen. Der Schnabel ist ebenfalls rot, schmal, spitz und etwa 6 cm lang; er ist zum Stochern im Boden geeignet. Die Nasenöffnungen sind mit Klappen verschließbar, damit keine Partikel eindringen; diese Klappen sind ein in der Vogelwelt einmaliges Merkmal.
Ein äußerlich sichtbarer Geschlechtsdimorphismus besteht nicht. Unterschiedlich sind allerdings die Rufe von Männchen und Weibchen. Bei beiden ähneln die Laute dem Bellen eines jungen Hundes; beim Weibchen sind die einzelnen Rufkomponenten aber kürzer und werden schneller vorgetragen als beim Männchen.

## Verbreitung und Lebensraum

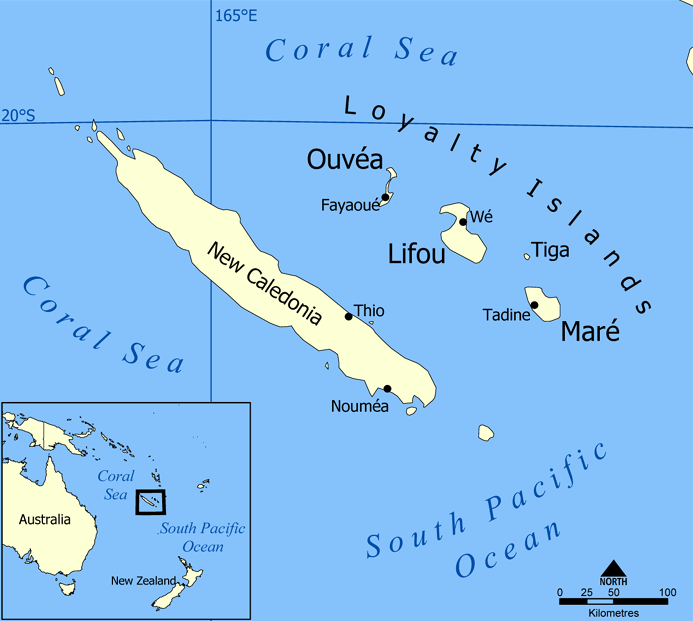
Das Verbreitungsgebiet des Kagus beschränkt sich auf die Insel Neukaledonien

Kagus leben ausschließlich auf der Insel Neukaledonien. Ein Großteil der Vögel lebt heute im geschützten Parc Provincial de la Rivière Bleue und dem Parc Provincial des Grandes Fougères. Früher waren Kagus wohl gleichmäßig über die Insel verteilt und suchten selbst die Strände auf. Kagus verbergen sich heute meistens in Wäldern, leben aber auch in strauchbestandenem Buschland. Sie meiden Wälder mit zu dichtem Unterholz ebenso wie völlig offenes Land. Im Gebirge kommen sie bis in eine Höhe von 1400 m vor.

## Lebensweise

### Aktivität
Der Kagu ist ein tagaktiver Vogel, der außerhalb der Brutzeit einzelgängerisch lebt. Ein Paar und dessen Nachkommen leben in einem Revier von etwa 20 ha Größe. Dieses Revier wird gegen Artgenossen aggressiv verteidigt. Bei den Revierkämpfen werden die Flügel und Schnäbel eingesetzt; allerdings wurden in freier Wildbahn nie schwere Verletzungen als Ergebnis dieser Kämpfe beobachtet, in Gefangenschaft hingegen, wo die unterlegenen Vögel nicht ausweichen können, schon. Im Erregungszustand wird der Schopf aufgerichtet und die Flügel ausgebreitet, so dass die schwarz-weiße Bänderung sichtbar wird. Außerhalb der Brutzeit bleiben die Partner im Revier, haben aber voneinander getrennte Aktionsräume, die allerdings einander überlappen können.
Zum Schlafen sucht der Kagu für gewöhnlich einen Ast auf. Wegen seiner Flugunfähigkeit müssen dies niedrige Äste sein, die kletternd vom Boden aus erreichbar sind. Nur in kälteren Höhenlagen schläft der Kagu geschützt am Boden.

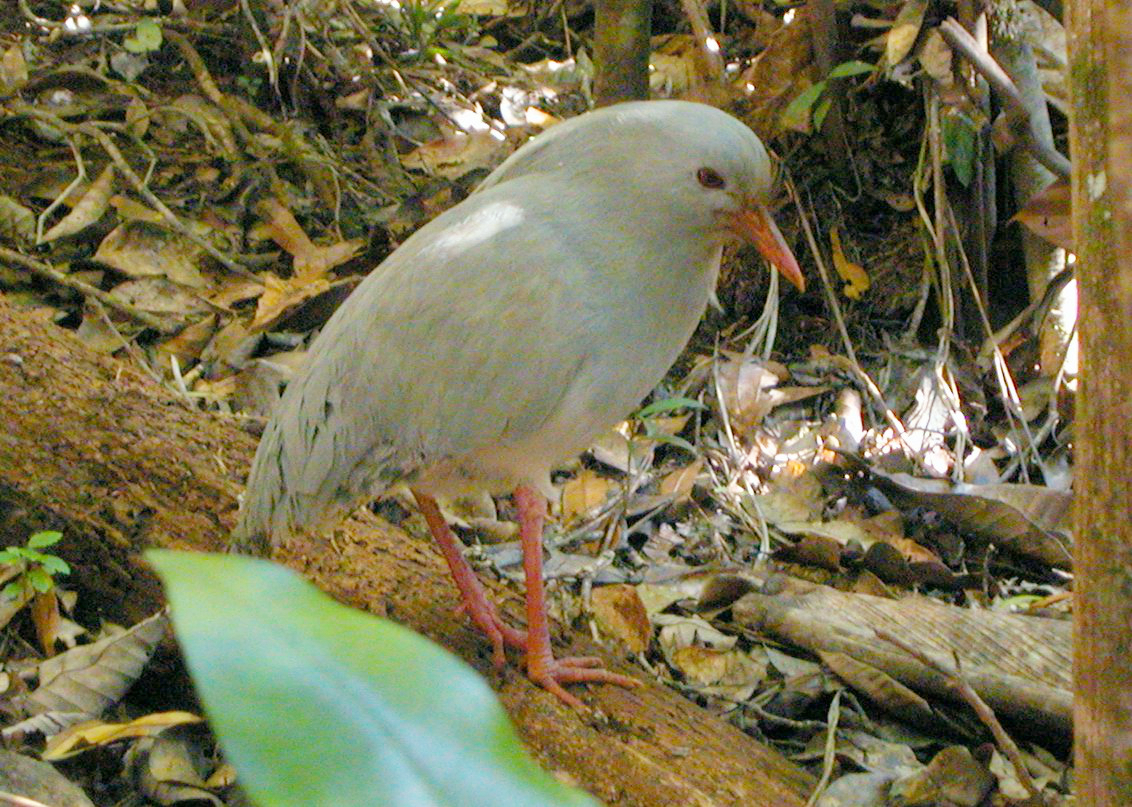
Ein Kagu im Rivière Bleue National Park

### Ernährung
Als reiner Fleischfresser ernährt sich der Kagu von Eidechsen, Würmern, Schnecken, Insekten, Spinnen und Tausendfüßern. Bemerkenswert ist, dass er auch solche Tausendfüßer nicht verschmäht, die für andere Vögel wegen ihrer giftigen Absonderungen ungenießbar sind. Zur Nahrungssuche durchwühlt der Kagu mit dem Schnabel das Laub und das Erdreich. Regelmäßig werden Gewölle ausgewürgt, die unverdauliche Teile wie Schneckenhäuser oder Chitinpanzer enthalten.

### Fortpflanzung
Kagus leben in Monogamie. Die Paare binden sich für das ganze Leben. Die Brutzeit fällt in die Zeit zwischen Juni und August, obwohl einige Nachzügler bis in den Dezember hinein brüten. Es wird nur ein Junges pro Jahr aufgezogen, was für Inselendemiten eine übliche Fortpflanzungsrate ist.
Als Nest dient lediglich aufgeschichtetes Laub. Das einzige Ei ist 4,5 × 6,2 cm groß. Beide Elterntiere brüten abwechselnd für etwa 35 Tage. Wenn das Männchen jedoch vermutet, dass das Ei nicht von ihm stammte, zerstört es das Nest und das Weibchen legt in der Nähe ein neues Ei. Anders als die adulten Vögel sind die jungen Kagus in grau-braunen Tarnfarben perfekt dem Waldboden angepasst. Sie bleiben zunächst drei Tage im Nest, ehe sie umherzustreifen beginnen. Für insgesamt 14 Wochen werden sie von den Eltern gefüttert. Danach sind sie selbständig, bleiben aber oft noch im Revier der Eltern und werden dort geduldet, solange sie sich nicht verpaaren. Manche Kagus bleiben bis zum sechsten Lebensjahr im Revier ihrer Geburt.
Die Lebenserwartung in Gefangenschaft beträgt 30 Jahre und mehr, in der Wildnis sind 15 Jahre nachgewiesen.

### Parasiten
Cagourakis dorsalata ist ein nur beim Kagu vorkommender Spulwurm, der im Ileum parasitiert.

## Kagu und Mensch

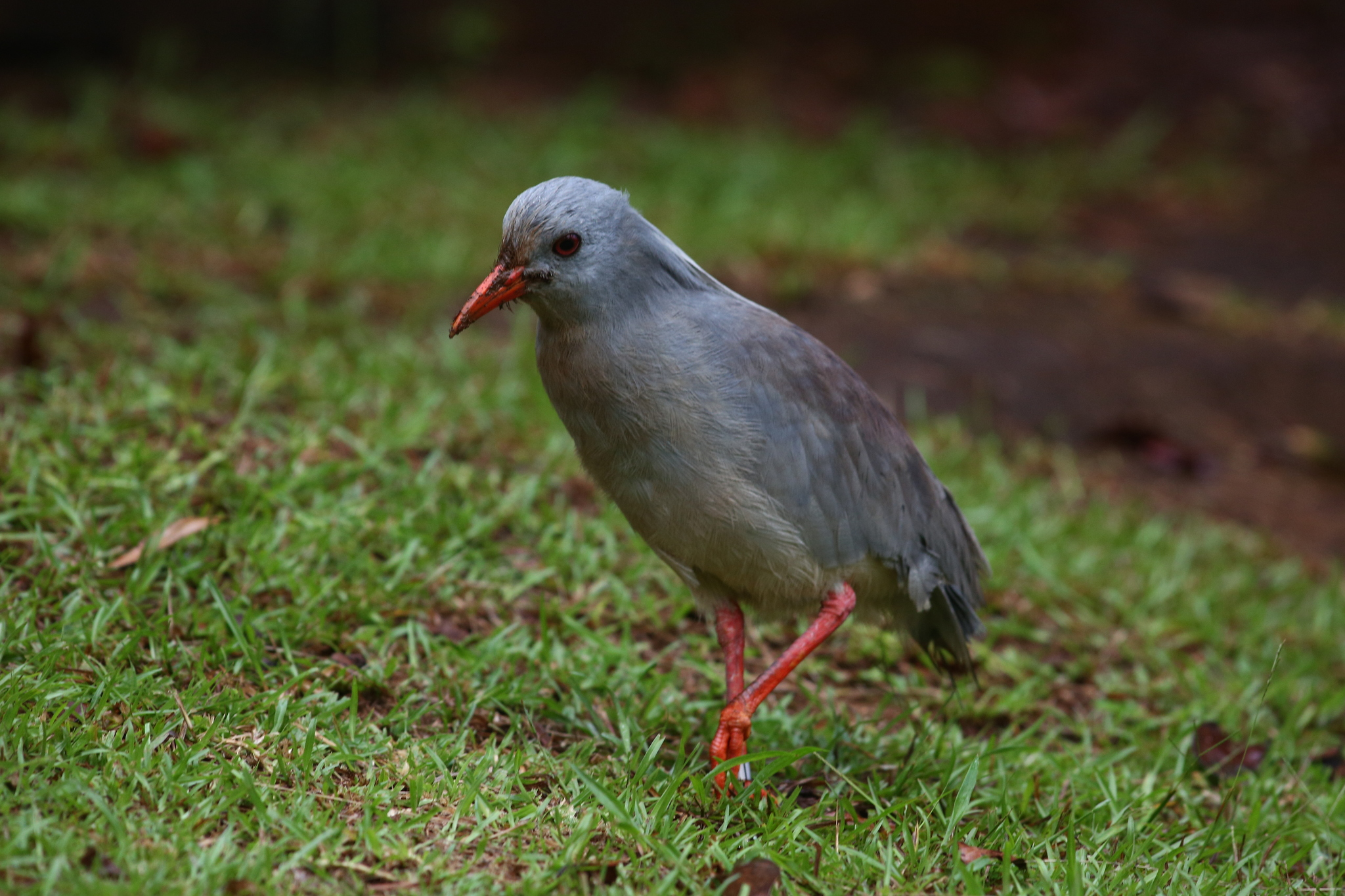
Kagu

### Nutzung

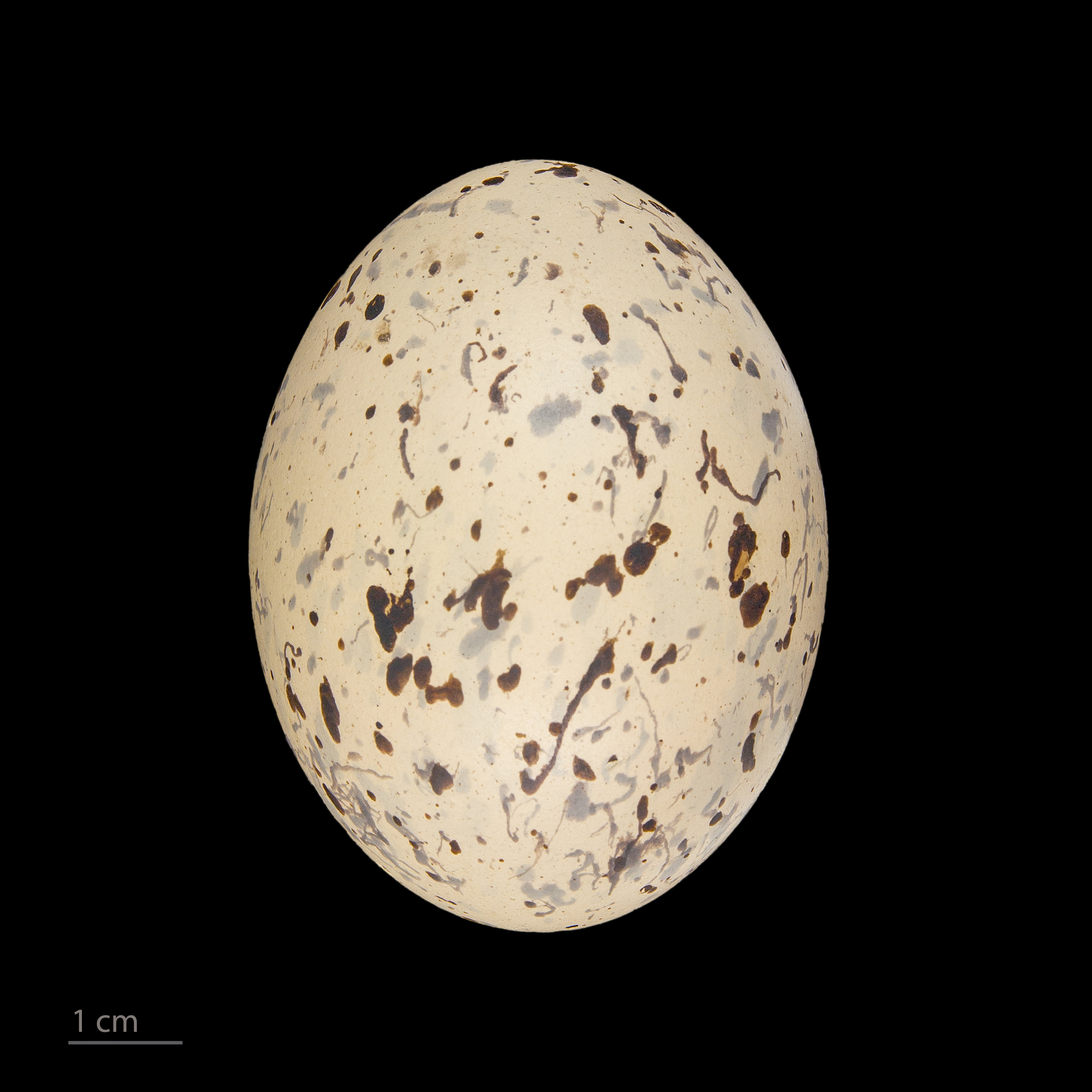
Ei des Kagus

Für die einheimischen Kanaken waren Kagus (einheimisch kavou oder kagou) von großer Bedeutung. Kagufedern waren Bestandteil des Häuptlingsschmucks, und bei Zeremonien wurden die Rufe der Kagus nachgeahmt. Den Kagus wurde nachgestellt, und sie wurden auch gegessen. Auch die Europäer aßen Kagus, wenn auch in weit geringerem Maße.
Heute ist der Kagu so etwas wie der inoffizielle „Nationalvogel“ Neukaledoniens. Er schmückt die Logos zahlreicher Firmen vor allem der Tourismus-Industrie, und an Touristen werden Souvenirs mit Kagu-Motiven verkauft.

### Bedrohung und Schutz
Die IUCN führt den Kagu im Status endangered (stark gefährdet). Während die Bejagung durch die Kanaken dem Bestand der Vögel früher nichts anhaben konnte, begannen die Probleme mit der Landung von James Cook auf der Insel 1774. Er brachte Hunde mit, von denen er einige den Einheimischen schenkte. Diese jagten nun Kagus mit Hilfe von Hunden, während andere Hunde verwilderten und unkontrolliert Kagus rissen. Auch Schweine, Ratten und Katzen wurden von den Europäern auf Neukaledonien eingeführt, diese werden vor allem Jungvögeln und Eiern gefährlich. Ein weiteres Problem ist die fortschreitende Entwaldung; heute existieren nur noch 20 % der ursprünglichen Wälder Neukaledoniens.
Jeweils rund 1000 Kagus leben im Parc Provincial de la Rivière Bleue und im Parc Provincial des Grandes Fougères. Die Individuenzahl in den Parks steigt weiterhin an, während sie außerhalb sinkt. Die Gesamtpopulation bleibt insgesamt stabil. Seit den 1970er Jahren gibt es im Zoo von Nouméa ein Zuchtprogramm; die hieraus hervorgehenden Vögel werden immer wieder in die Freiheit entlassen.
Ab 1997 wurden einigen wenigen zoologischen Einrichtungen außerhalb Neukaledoniens, darunter dem
Weltvogelpark Walsrode, Kagu-Paare für das Zuchtprogramm zur Verfügung gestellt. Seither konnte durch erfolgreiche Zucht der Bestand der Tiere in menschlicher Obhut deutlich erhöht werden.

## Stammesgeschichte
Neben dem rezenten Kagu wurde noch eine fossile Art Rhynochetos orarius beschrieben, die vor 2000 bis 4000 Jahren ebenfalls auf Neukaledonien lebte. Da sie dem Kagu aber sehr ähnlich ist, ist deren Status als eigene Art umstritten. Ältere Kagu-Fossilien sind nicht bekannt.

## Systematik

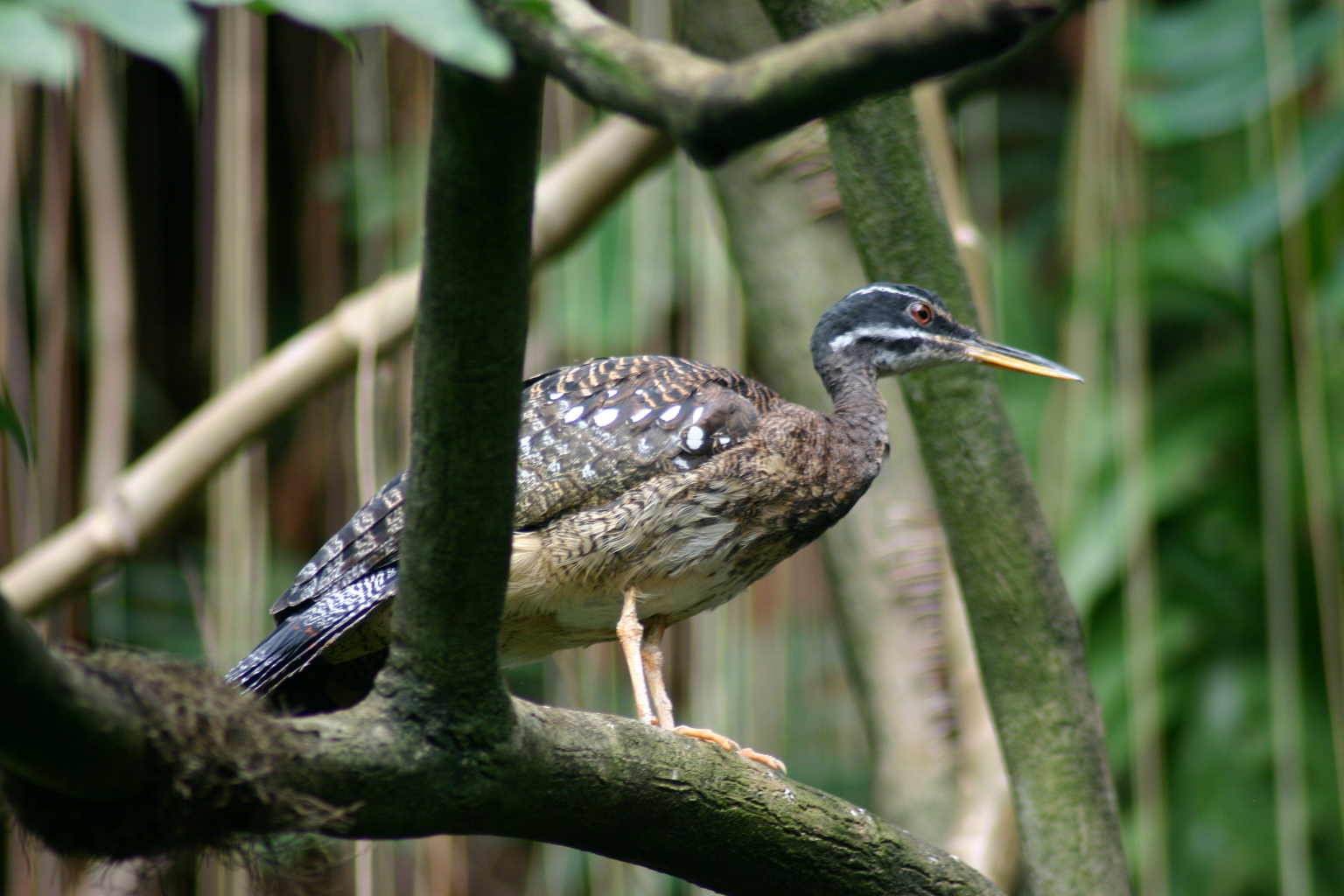
Die südamerikanische Sonnenralle ist die nächste Verwandte des Kagus

Bei seiner Entdeckung wurde der Kagu zunächst den Reihern zugeordnet. Erst im späten 19. Jahrhundert entschied man sich vor allem aufgrund der inneren Anatomie für die Zugehörigkeit zu den Kranichvögeln. Innerhalb der Kranichvögel war die nähere Verwandtschaft aber umstritten. Diskutiert wird vor allem die südamerikanische Sonnenralle (Eurypyga helias) als nächste Verwandte. Ein Schwestergruppenverhältnis zwischen Sonnenralle und Kagu wurde inzwischen auch in weiteren Studien bestätigt.
Vor kurzem wurden der Kagu und die Sonnenralle in die neue Ordnung Eurypygiformes gestellt, was vom International Ornithological Congress und der American Ornithologists’ Union auch anerkannt wurde.
Unklar ist aber, wer die nächsten lebenden Verwandten dieses Taxons sind. Sie könnten vielleicht die letzten Überreste einer einst viel größeren Klade von Vögeln sein, zu der auch die ausgestorbenen Familien Aptornithidae und Messelornithidae gehören und die auf Gondwana verbreitet war und durch das Auseinanderdriften der Kontinente getrennt wurde.
Einige Merkmale sind im gesamten Vogelreich einmalig. Dazu gehören die äußeren Klappen über den Nasenlöchern und die ungewöhnliche Zusammensetzung des Blutes, das viel weniger Erythrozyten mit einem extrem viel höheren Hämoglobinanteil pro Erythrozyt enthält als das Blut aller anderen darauf analysierten Vögel.